# The Argosy (газета)
The Argosy — бывшая газета, издававшаяся в 1880—1907 годах в Джорджтауне в Демерере (Британская Гвиана, ныне Гайана).

## История
The Argosy была газетой, издававшейся в Джорджтауне (Демерара, Британская Гвиана) со 2 октября 1880 года по 30 марта 1907 года. С 6 апреля 1907 года газета стала еженедельником Weekly Argosy. Последний выпуск был 24 октября 1908 года.

## Политическая ориентация
Газета выражала интересы плантаторов Британской Гвианы.

## Современное значение
Публиковавшиеся в газете данные о рождениях, браках и смертях сделали её важным основным источником информации для генеалогических исследованиях Британской Гвианы. Сборник семейных объявлений газеты хранится на микрофильмах в Британской библиотеке.
В 1979 году газетные статьи были также основным источником для книги Уолтера Родни Guyanese Sugar Plantations in the Late Nineteenth Century: A Contemporary Description from the «Argosy» («Гайанские сахарные плантации в конце девятнадцатого века: описание современников из „Аргоси“»).